# الرسالة إلى فليمون
الرسالة إلى فليمون هي إحدى رسائل العهد الجديد التي تنسب إلى الرسول بولس، وهي إحدى الرسائل الرعوية – الرسائل الموجهة إلى تيموثاوس و‌تيطس وفليمون –أي الرسائل التي كتبت لإرشاد وتشجيع راع كنيسة ما. وتصنف أيضا ضمن الرسائل التي كتبها بولس خلال وجوده في السجن لأول مرة في روما (الرسالة إلى أهل أفسس، الرسالة إلى أهل فيلبي، الرسالة إلى أهل كولوسي والرسالة إلى فليمون)، فتكون بذلك قد كتبت ما بين العام 61م إلى 62م.
تعتبر هذه الرسالة أصغر رسائل بولس فعدد كلماتها في النص اليوناني الأصلي هو 335 كلمة وتتألف من إصحاح واحد. الرسالة موجهة من بولس و‌تيموثاوس إلى فليمون وأبفية وأرخبس وبشكل عام إلى «الكنيسة الموجودة في بيت فليمون». ويعتقد بأن فليمون هذا كان أحد سكان كولوسي الذين آمنوا بالمسيح على يد بولس الذي أقامه أسقفاً على مدينة كولوسي.

## مضمون الرسالة
- التحية الافتتاحية.[2]
- شكر الله من أجل إيمان فليمون.[3]
- توسط كاتب الرسالة من أجل أنسيموس العبد الهارب الذي اجتمع ببولس في روما واعتنق المسيحية على يده فبعث به الأخير ليعود إلى سيده فليمون ولكن (لا كعبد في ما بعد، بل أفضل من عبد أخاً محبوباً).[4]
- ختام الرسالة بتحية فليمون من قبل بولس ورفاقه في الأسر.[5]

## مواضيع ذات صلة
- بولس

## مواقع خارجية
- تفسير العهد الجديد-القمص تادرس يعقوب الملطي